# いきなり日本を笑わせろ!
『いきなり日本を笑わせろ!』は、フジテレビで放送されている特別番組。

## 概要
『日本中を笑顔にしたい!』をモットーに芸人たちが街中で芸を披露し、一般人が笑った場合芸人が『本笑い』かを判定する。（ただし、気づいて笑った場合は『気づき笑い』になり、『本笑い』にはならない  ）

## 放送日時
| 回 | 放送日                | 放送時間（JST） | 放送枠   | 舞台                                                | 備考                      |
| -- | --------------------- | --------------- | -------- | --------------------------------------------------- | ------------------------- |
| 1  | 2021年1月2日（土曜）  | 0:40 - 1:40     | （なし） | スシロー、キャンプ場                                |                           |
| 2  | 2021年5月23日（日曜） | 20:00 - 21:54   | 日バラ8  | ブロンコビリー、東大赤門前 一番餃子、おしゃれカフェ | 一部地域は21:48飛び降り。 |
| 3  | 2022年1月23日（日曜） | 20:00 - 21:54   | 日バラ8  | スシロー、幼稚園                                    | 一部地域は21:48飛び降り。 |

## ネット局

### 第1回
| 放送対象地域 | 放送局                | 系列           | 放送日             | 放送時間（JST） | 遅れ       |
| ------------ | --------------------- | -------------- | ------------------ | --------------- | ---------- |
| 関東広域圏   | フジテレビ（CX）      | フジテレビ系列 | 2021年1月2日（土） | 0:40 - 1:40     | 制作局     |
| 宮城県       | 仙台放送（OX）        | フジテレビ系列 | 2021年1月2日（土） | 0:40 - 1:40     | 同時ネット |
| 新潟県       | 新潟総合テレビ（NST） | フジテレビ系列 | 2021年1月2日（土） | 0:40 - 1:40     | 同時ネット |
| 長野県       | 長野放送（NBS）       | フジテレビ系列 | 2021年1月2日（土） | 0:40 - 1:40     | 同時ネット |
| 富山県       | 富山テレビ（BBT）     | フジテレビ系列 | 2021年1月2日（土） | 0:40 - 1:40     | 同時ネット |
| 岡山県香川県 | 岡山放送（OHK）       | フジテレビ系列 | 2021年1月2日（土） | 0:40 - 1:40     | 同時ネット |
| 福岡県       | テレビ西日本（TNC）   | フジテレビ系列 | 2021年1月2日（土） | 0:40 - 1:40     | 同時ネット |

## スタッフ
第3回（2022年1月23日放送分）
- ナレーター：垂木勉
- 構成：板坂尚、水野宗徳、藤田俊哉、河野有、穂積ユタカ
- 美術プロデューサー：春藤梓
- デザイナー：長尾彩香
- アートコーディネーター：西村貴則
- 大道具：相原健人
- 電飾：石井誠
- アクリル装飾：村田誠司(二)
- TK：髙木美紀
- CAM：菊地隆
- タイトル：今野さと子
- 音響効果・MA：阿部雄太
- EED：国井美智
- 技術協力：フジアール、Style-0、IMAGICA Lab.、ビジュアルコミュニケーションズ、テックサービス、間宮建具製作所
- 協力：あきんどスシロー、南流山幼稚園のみなさん
- 編成：田村優介（フジテレビ）
- 広報：根本智史（フジテレビ）
- デスク：鈴木桂子（フジテレビ）
- AD：高橋沙紀、甲斐歩野、川口真司、三浦史也、平塚千奈美、徳田結女、大嵜紗弥
- ディレクター：村上俊教、長久保彰宏、岸宏美、百々隆了、木畑直記、香月信、綿貫智彦、田中里沙
- プロデューサー：宇和川隆（クリーク・アンド・リバー社）、渡辺舞（オレンジ）
- 演出：後藤美和（オレンジ）
- 総合演出：立浪仁志（オレンジ）
- 企画・チーフプロデューサー：清水泰貴（フジテレビ）
- 制作協力：オレンジ
- 制作：フジテレビ編成制作局制作センター第二制作室
- 制作著作：フジテレビ